# Tyrannochthonius tekauriensis
Espèce
Tyrannochthonius tekauriensis est une espèce de pseudoscorpions de la famille des Chthoniidae.

## Distribution
Cette espèce est endémique de Nouvelle-Zélande.

## Description
La femelle holotype mesure 2,8 mm.

## Publication originale
- Moyle, 1989 : A description of Tyrannochthonius tekauriensis (Pseudoscorpionida: Chthoniidae). New Zealand Entomologist, vol. 12, p. 60-62.